# Скорила (Мехединци)
Скорила (рум. Scorila) насеље је у Румунији у округу Мехединци у општини Владаја. Oпштина се налази на надморској висини од 210 m.

## Становништво
Према подацима из 2002. године у насељу је живело 320 становника, од којих су сви румунске националности.